# Леблебиджи (оперетта)
Леблебиджи (Леблебиджи Хор-Хор-Ага) также известная как Каринэ — оперетта, классика армянской музыки Тиграна Чухаджяна.

## История создания

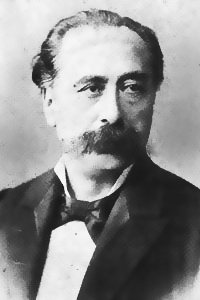
Композитор Тигран Чухаджян

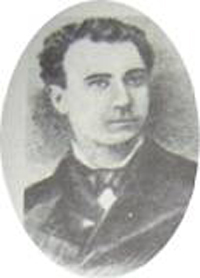
Автор либретто Тагвор Налян

Оперетта «Леблебиджи» («Продавец гороха»), написана в 1875 году.
Премьера состоялась 17 ноября 1875 года в Константинополе.
На российской и советской сцене оперетта шла под названием «Карине».

## Сюжет
Армен, энергичный молодой человек, мечтает создать первый большой театр своего родного города Константинополя. До начала первого спектакля исполнительница главной женской роли неожиданно покидает театр. Найти достойную замену оказывается почти невозможным. Маркар — уличный актёр — хочет помочь лучшему другу, предлагая актрису из труппы уличных акробатов. В конце концов Армен и Маркар обнаруживают другую молодую и изящную женщину с чарующим голосом, катающуюся на лодке, — Карине. История осложняется препятствиями, созданными её отцом — Гор-Гор Агой, продавцом гороха, который запрещает дочери заниматься театром, говоря о «безнравственности» артистов. Армен пытается убедить Карине, что театр — это чудесное место, где на сцене воплощается поэзия и красивые истории. Молодые люди исполняют дуэт — так начинается история их любви.

## Экранизации
В 1967 году на киностудии «Арменфильм» режиссёром Арманом Манаряном по оперетте был поставлен фильм «Каринэ».